# Universidad Intercontinental
La Universidad Intercontinental (comúnmente conocida como UIC) es una universidad de Inspiración Cristiana católica y privada que ofrece diversas licenciaturas, maestrías y doctorados, situada en Ciudad de México. Fundada en 1976 por los Misioneros de Guadalupe y siendo la única de las seis universidades mexicanas inscritas en la Federación Internacional de Universidades Católicas (IFCU, por sus siglas en inglés).

## Historia
El 7 de octubre de 1949, el Sr. Obispo Alonso Manuel Escalante y Escalante, quien fuera presidente de la Comisión Episcopal Mexicana para las Misiones Extranjeras, director nacional de las Obras Misioneras Pontificias y consultor de la Comisión Postconciliar de las Misiones, funda en la Ciudad de México, por encomienda del Episcopado Mexicano, el Seminario de Misiones Extranjeras; cuatro años más tarde, sería nombrado primer superior general de los Misioneros de Guadalupe.
Posteriormente, el 16 de noviembre de 1955, los Misioneros de Guadalupe institución mexicana que se ha abocado a la evangelización del mundo entero, constituyen el “Instituto Internacional de Filosofía, A.C.”, el cual, a su vez, funda a la Universidad Intercontinental a partir de agosto de 1976.
El 9 de julio de 1982 junto con otras instituciones de Educación Superior particulares, participa en la fundación de la Federación de Instituciones Mexicanas Particulares de Educación Superior (FIMPES), cuyo objetivo es estudiar los problemas educativos y sus soluciones para mejorar la calidad de las instituciones que la conforman. La Universidad Intercontinental obtiene la certificación por la FIMPES, convirtiéndose en uno de los centros de educación privada más prestigiados de la Ciudad de México.
En febrero de 2000, la UIC obtuvo el ingreso a la Asociación Nacional de Universidades e Instituciones de Educación Superior (ANUIES), previa recomendación del Consejo Regional Metropolitano y del Consejo Nacional.

## Campus
El campus de la Universidad Intercontinental, ubicado al sur de la Ciudad de México, destaca por sus espaciosas áreas verdes, así como diversas canchas de tenis, fútbol, voleibol, cafeterías, laboratorios, etc. Siendo icono del campus de esta institución el "Domo", sede del equipo de baloncesto Gansos Salvajes de la UIC.

## Información general

### Misión
“La Universidad Intercontinental tiene el compromiso de formar profesionales íntegros, sólidamente preparados y competitivos, conforme a los valores del humanismo cristiano, con un amplio sentido de responsabilidad y como auténticos agentes de cambio en el entorno local y global, con el fin de construir una sociedad más justa y lograr un país incluyente, igualitario y solidario.”

### Visión
"Ser una de las mejores opciones educativas mexicanas debido a la promoción de la calidad de vida de su comunidad, la innovación académica sustentada en tecnología de vanguardia y el desarrollo de competencias coincidentes con las necesidades del mercado, que permitan a los estudiantes alcanzar sus metas personales y profesionales y enfrentar con espíritu emprendedor y de forma exitosa, los desafíos de un mundo cambiante y globalizado."

### Imagen institucional
- Nombre: Universidad Intercontinental.

El nombre de la universidad se debe al apoyo que los Misioneros de Guadalupe han dado desde los años 60 a la educación pues han promovido las escuelas como instrumento de la evangelización.
- Escudo: La Heráldica: Escudo inglés del siglo XVII, cuartelado en cruz.

Primer Cuartel: De la Institución. En campo de oro, 5 fajas ondeadas de sínople (verde), con 5 ondas c/u. Simboliza el nombre y el ámbito de la Universidad: las tierras onduladas de los 5 continentes, la libertad en la diversidad, la armonía, el respeto y la acción.
Segundo Cuartel: De las Autoridades. En campo de sínople, media torre partida de oro, mazonada, almenada y aclarada de gules (rojo), sostenida por un león de oro. Simboliza la fortaleza de la vida interior, sostenida por autoridad vigilante y magnánima que habla con valentía y entereza.
Tercer Cuartel: De los Docentes (maestros). En campo de sínople, sol de oro de veinticuatro flamas. Simboliza la libertad de cátedra, la luz de la verdad que brilla sin cesar en un ambiente de libertad.
Cuarto Cuartel: De los Discentes (alumnos). En campo de oro, tres cipreses de sínople. Simboliza la perseverancia que crece y se forma en los 3 principios fundamentales de la Universidad proyectándose hacia la humanidad.
La Cruz que une los 4 Cuarteles; signo del mensaje de Cristo que los Misioneros de Guadalupe proclaman en varios continentes.
Divisa: Sobre el Escudo, listel de oro con 3 palabras latinas ” Ducit et Docet” (Conduce y Enseña), síntesis de las funciones ineludibles del maestro y de los ideales universitarios.
- Colores: El Oro simboliza la constancia; la Plata la bondad; el Sínople (verde) la libertad y la esperanza; el Gules (rojo) el valor y la entereza.